# Czarna Wieś (Krakau)

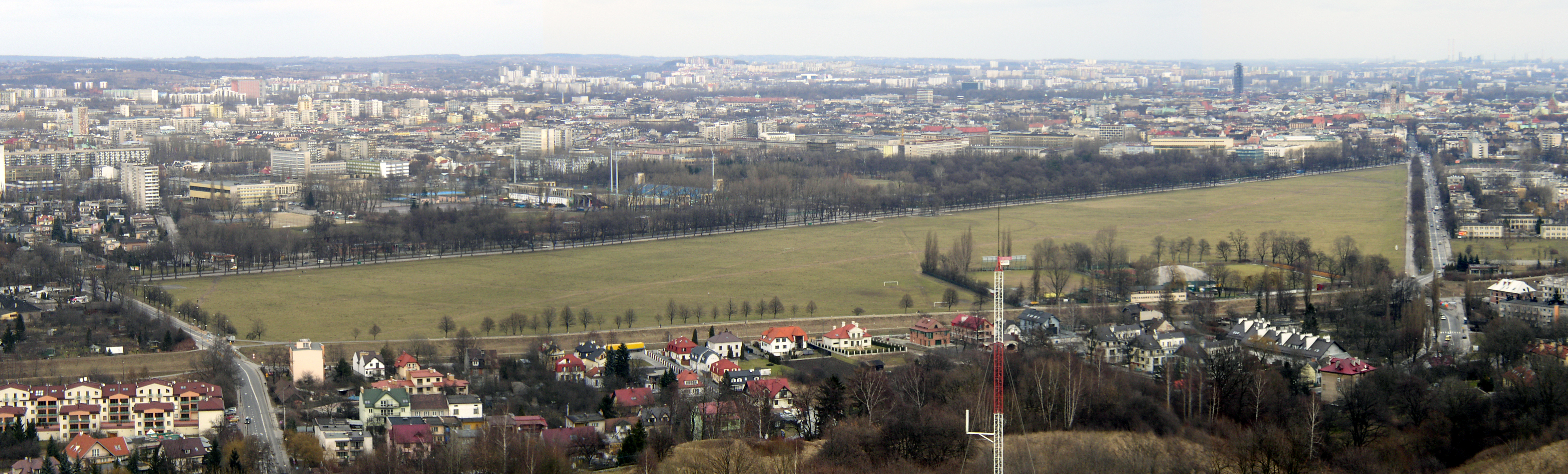
Czarna Wieś (hinter den Wiesen – Błonia)

Czarna Wieś ist ein Stadtteil von Krakau in Polen, im Verwaltungsbezirk Krowodrza, westlich der Krakauer Altstadt, entlang der nach dem ehemaligen Dorf genannten Straße Czarnowiejska.

## Geschichte
Im Jahr 1257 erhielten die Vögte der in diesem Jahr angelegten Stadt Krakau die Ackerfelder im Gebiet der späteren Dörfer Czarna Wieś, Łobzów und Nowa Wieś. Sie wurden nach dem Krakauer Aufstand des Vogtes Albert (1311/1312) beschlagnahmt.
Der Ort wurde im Jahr 1358 als Nigra Villa erstmals urkundlich erwähnt, danach als Czarnawes (1363), Swarczindorf/Czarnawesz (1368), Swarczendorf/Czarna Wyesz/Czarna Vyess (1394), Nigra Villa alias Czarna Wyesz, Czarna Wyesch alias Lobzow, Nygra Villa, Villa Czarna (1470–1480). Es ist möglich, dass das Dorf von deutschen Siedlern gegründet wurde, aber am wahrscheinlichsten entstanden der polnische (Czarna Wieś) und der deutsche (Schwarzendorf) Name gleichzeitig, während der lateinische Name amtsprachlich [neutral] war. Der Name ist wahrscheinlich vom schwarzen Grund abgeleitet.
Das königliche Dorf nach deutschem Recht gehörte zunächst zum Königreich Polen (ab 1569 in der Adelsrepublik Polen-Litauen), Woiwodschaft Krakau, Kreis Proszowice (später Kreis Kraków). Später war das Dorf im Besitz der Stephanskirche, ab dem Jahr 1581 der Salvatorkirche. 1673 wurde es an die Juridika Garbary angegliedert.
Bei der dritten Teilung Polens wurde Czarna Wieś 1795 Teil des habsburgischen Kaiserreichs. In den Jahren 1815–1846 gehörte das Dorf zur Republik Krakau, 1846 wurde es als Teil des Großherzogtums Krakau wieder in die Länder des Kaisertums Österreich annektiert. Ab dem Jahr 1855 gehörte Czarna Wieś zum Bezirk Krakau. Im Jahr 1885 wurde dort von Stanisław Rehman der Krakauer Park gegründet, danach in den Jahren 1888 bis 1889 der Henryk Jordan Park, auf dem Grund einer Agrar- und Industrieausstellung.
Im Jahr 1900 hatte die Gemeinde Czarna Wieś mit dem Ortsteil Kawiory 112 Häuser mit 2997 Einwohnern, davon die Mehrheit römisch-katholisch (2867) und polnischsprachig (2843), 100 Juden und 12 griechisch-katholisch, 30 deutschsprachig.
Am 1. April 1910 wurde die Gemeinde nach Krakau eingemeindet. Im Jahr 1921 hatte der Stadtteil XIV. Czarna Wieś 134 Gebäude mit 2390 Einwohnern, davon die Mehrheit war polnischer Nationalität (2348) und römisch-katholisch (2315), außerdem die größte Minderheit der Juden zählte 58 Menschen.
In der Zwischenkriegszeit wurden dort große Gebäude, u. a. der AGH Wissenschaftlich-Technischen Universität, der Jagiellonischen Bibliothek und des Nationalmuseums in Krakau, erbaut.